# Franz von Juraschek

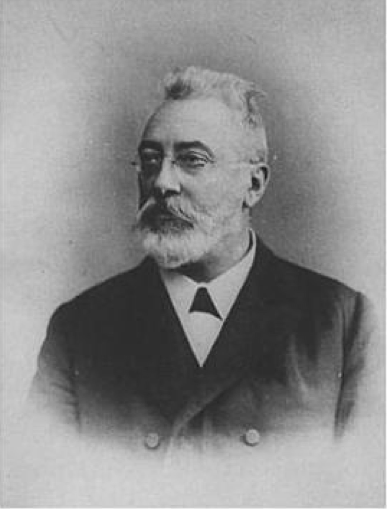
Franz von Juraschek

Franz Ritter von Juraschek (* 24. Februar 1849 in Arad, Kaisertum Österreich; † 7. Februar 1910 in Wien, Österreich-Ungarn) war ein österreichischer Statistiker.

## Leben
Franz von Juraschek studierte an der Universität Graz und der Universität Breslau, in den Fächern Philosophie und Jus, wo er auch 1872 und 1873 das Doktorat machte. Nach einigen Jahren mit Studienaufenthalten in Göttingen, Bonn und Heidelberg habilitierte er sich bereits 1875 in Graz für Staatsrecht und 1880 für Statistik. Im Jahr 1881 wurde er ordentlicher Professor an der Franz-Josephs-Universität Czernowitz. 1885 wechselte er an die Universität Innsbruck vorerst als außerordentlicher Professor, 1885 als ordentlicher in den Fächern Statistik und österreichisches Staatsrecht.
Im Jahr 1887 wurde er stellvertretender Präsident der k.k. statistischen Centralkommission. An der Universität Wien wurde er 1889 Privatdozent für Statistik und 1898 für Staatsrecht.
Auch an der k.u.k. Kriegsschule war er seit 1889 Dozent.
Im Jahr 1905 wurde er Sektionschef und Präsident der k.k. statistischen Centralkommission, im Jahr 1908 Wirklicher Sektionschef.
Seine wissenschaftliche Leistung betraf vor allem die vergleichende Statistik, vor allem bei den Problemen Österreich-Ungarns.
Als Bergsteiger war von Juraschek gemeinsam mit Johannes Frischauf und Mathias Spreiz Erstbesteiger des Admonter Reichenstein im Gesäuse.
Von Juraschek war der Vater von Franz Juraschek und der Großvater von Friedrich August von Hayek.

## Publikationen
- Personal- und Realunion. 1878.
- Rechtliche Natur der Delegationen. 1879.
- Die Temperaturschwankungen und die Sterblichkeit. In: Statistische Monatsschrift. Jahrgang 8, 1882.
- Baumwoll-Production, Handel und Industrie im letzten Decennium. In: Statistische Monatsschrift. Jahrgang 16, 1890.
- Zwei Beiträge zur Statistik der Sterblichkeit. 1893.
- Die Ortsgemeinde und die Ortschaft in der Wählerclasse der Städte, Märkte und Industrialorte im österreichischen Wahlrecht. In: Abhandlungen über Fragen des österr. Wahlrechtes. 1, 1895.
- Die österreichischen Städte in der Reichsrathswahlordnung. Mit einem vollständigen Verzeichnisse der österreichischen Städte, sowie der in der Städteclasse für das Reichsrathswahlrecht wahlberechtigten Märkte und Industrialorte von Franz Rausch. In: Abhandlungen über Fragen des österr. Wahlrechtes. 2, Manz, Wien 1896.
- als Hrsg.: Hugo Franz von Brachelli: Die Staaten Europas. Statist. Darstellung. 5. Auflage, 12 Lfg., 1903–07.
- als Hrsg.: Hübners Geographisch-statistische Tabellen aller Länder der Erde. 1884 bis zur 59. Ausgabe 1910.